# Essinge brogata

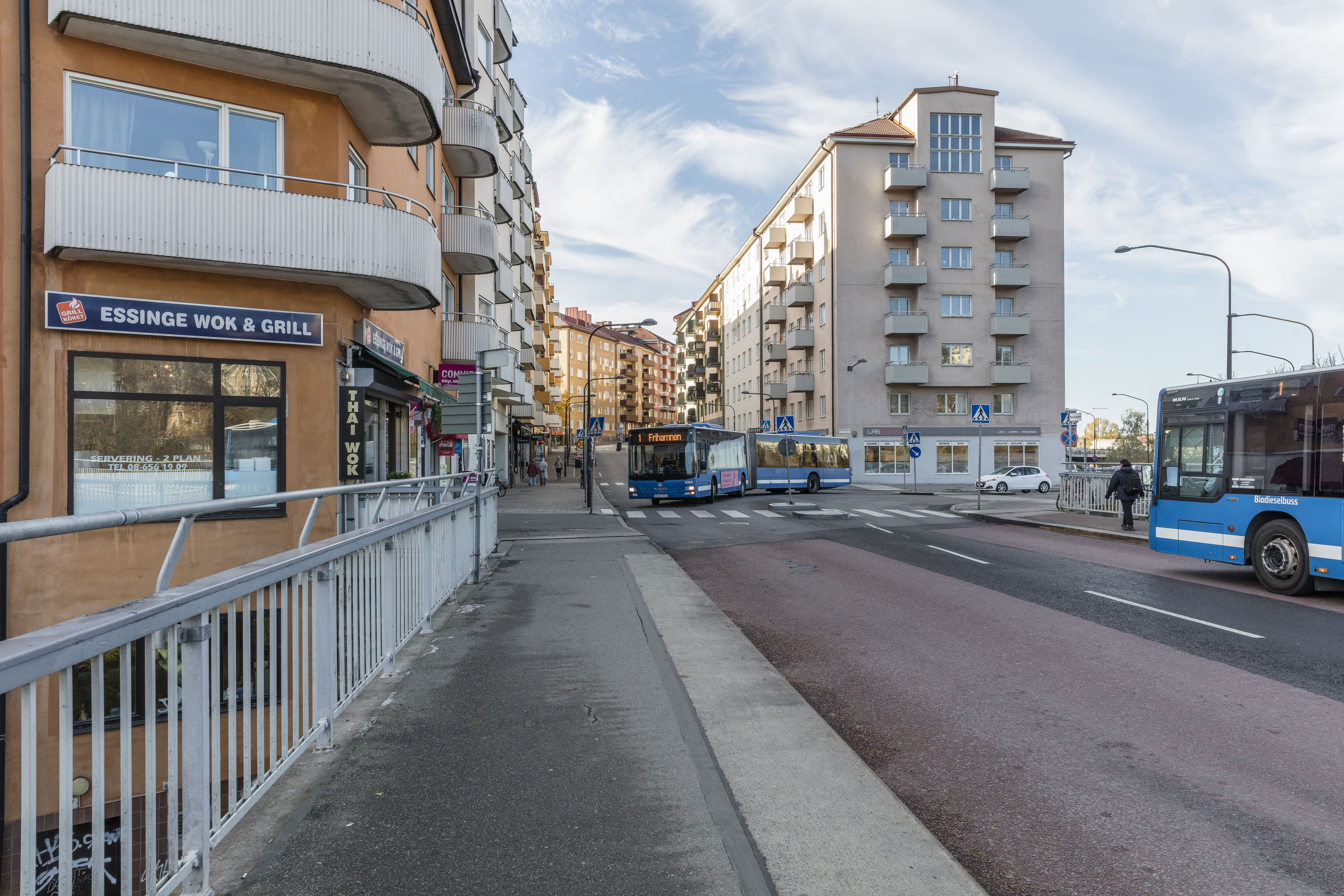
Essinge brogata (nr 2 rakt fram), vy västerut från Mariebergsbron, oktober 2018.

Essinge brogata är en gata på Lilla Essingen i Stockholm. Gatan fick sitt namn 1931 när stadsplanen för Lilla Essingens centrala delar fastställdes.

## Beskrivning

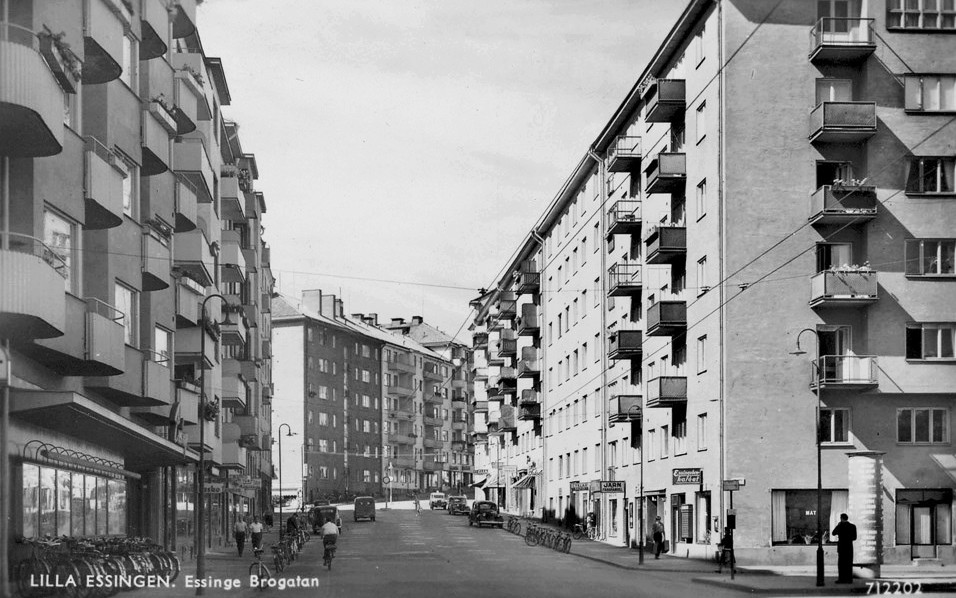
Essinge brogata västerut 1946.

Essinge brogata sträckte sig ursprungligen tvärs över hela ön från Mariebergsbron västerut till Stora Essingebron. När Essingeleden färdigställdes 1966 slutade gatan vid Lilla Essingepåfarten på trafikplats Lilla Essingen. Gatan är sedan dess cirka 320 meter lång. Essinge brogata är den centrala gatan på Lilla Essingen. Öns restauranger och affärer är koncentrerade till denna gata. 
Bebyggelsen härrör från 1930-talet. Hörnhuset Essinge brogata 9 / Disponentgatan 6 ritades och byggdes 1931 av Ivar Engström och "entrébyggnaden" vid gatans början (nr 2) uppfördes 1932 efter ritningar av arkitekt Birger Borgström. De båda byggnaderna är de enda på Lilla Essingen som är grönmärkta av Stadsmuseet i Stockholm, vilket innebär ”att bebyggelsen har ett högt kulturhistoriskt värde och är särskilt värdefull från historisk, kulturhistorisk, miljömässig eller konstnärlig synpunkt”. Bland övriga arkitekter märks Ture Sellman och Björn Hedvall. 
På Essinge Brogata stannade trådbussen 96 för att släppa av arbetarna som skulle till öns båda stora industrier: Electrolux och Primus. Hållplatsen låg bredvid Essingebio på Essinge Brogata nummer 3. Tusentalet arbetande gick varje arbetsdag till Luxgatan respektive Primusgatan där fabrikerna låg. Vid arbetsdagens slut gick samma ström i motsatt riktning. Hållplatsen mot innerstaden låg högre upp i backen. Electrolux flyttade från ön 1999 och Primus redan 1956. 
Lilla Essingens folkskola låg i hörnet dåvarande Luxgatan 23 / Essinge brogata 33. Skolan började planeras 1951 efter ritningar av arkitekt Gösta Nordin och den första etappen invigdes 1952. Ytterligare en byggnad stod klar våren 1953. Folkskoleverksamheten avslutades redan 1963. Byggnaden revs 2000 när det nya bostadsområdet på södra Lilla Essingen började byggas.

## Bilder

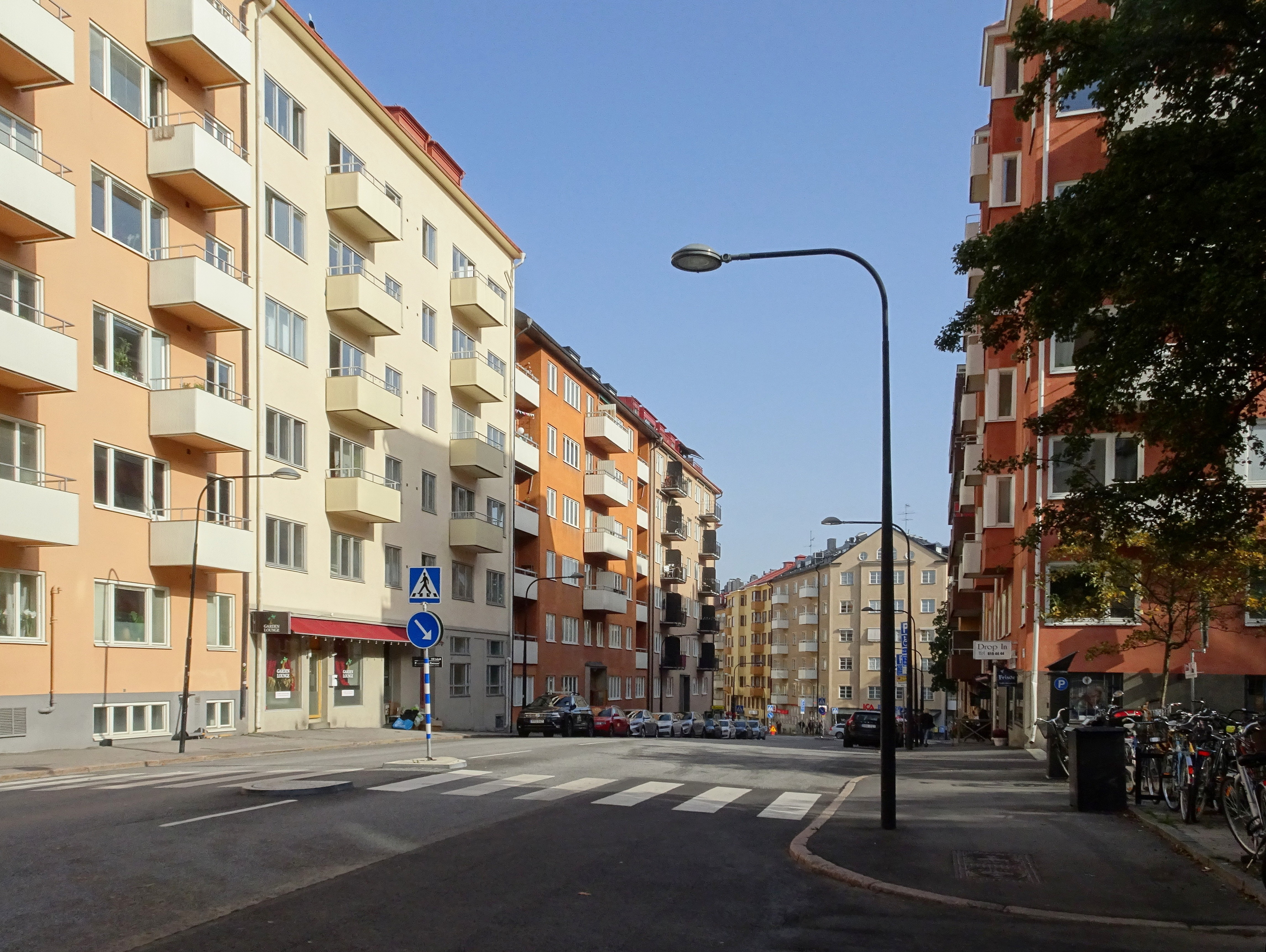
Essinge Brogata österut.
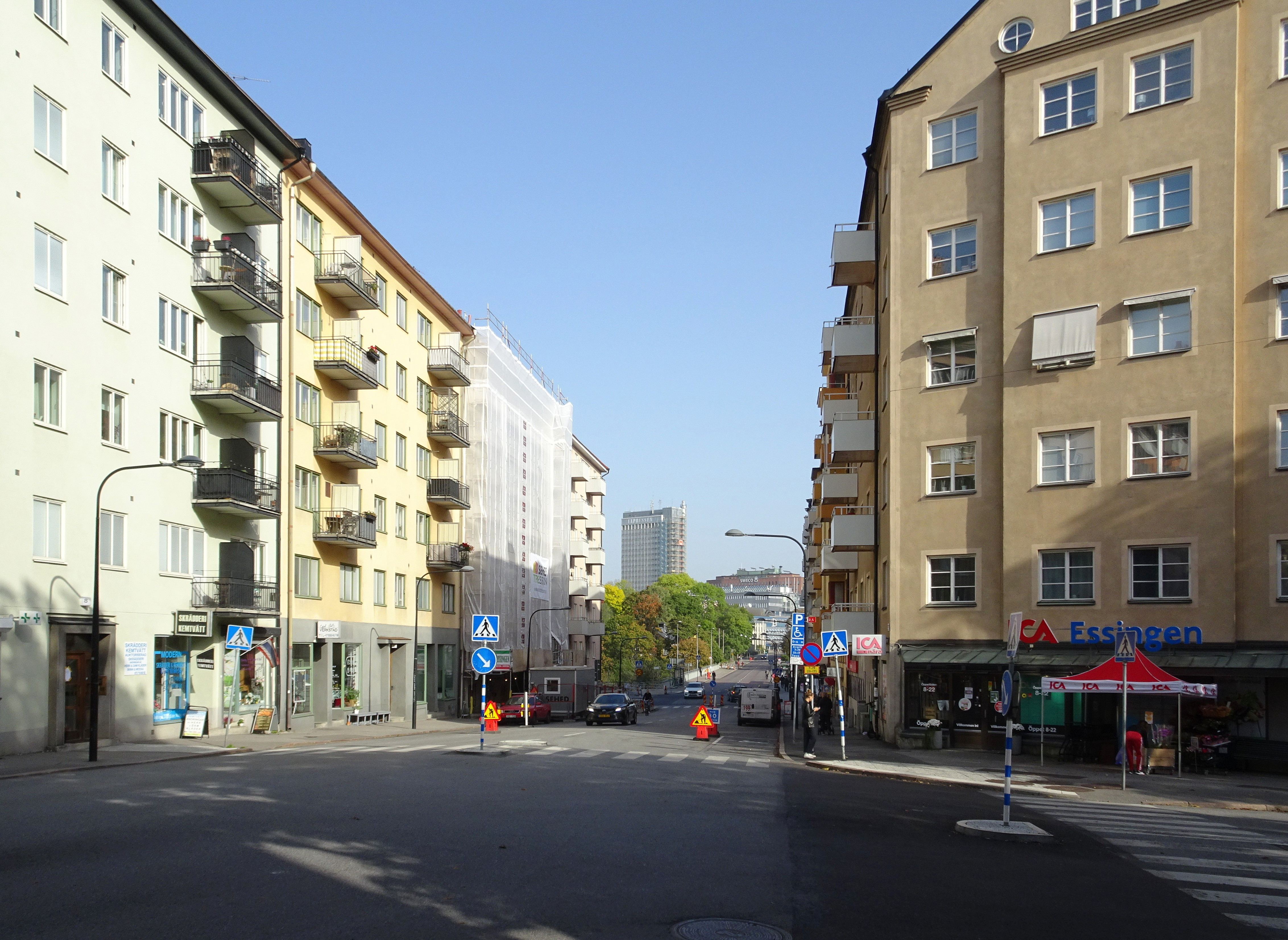
Essinge Brogata österut (nr 2 till höger).
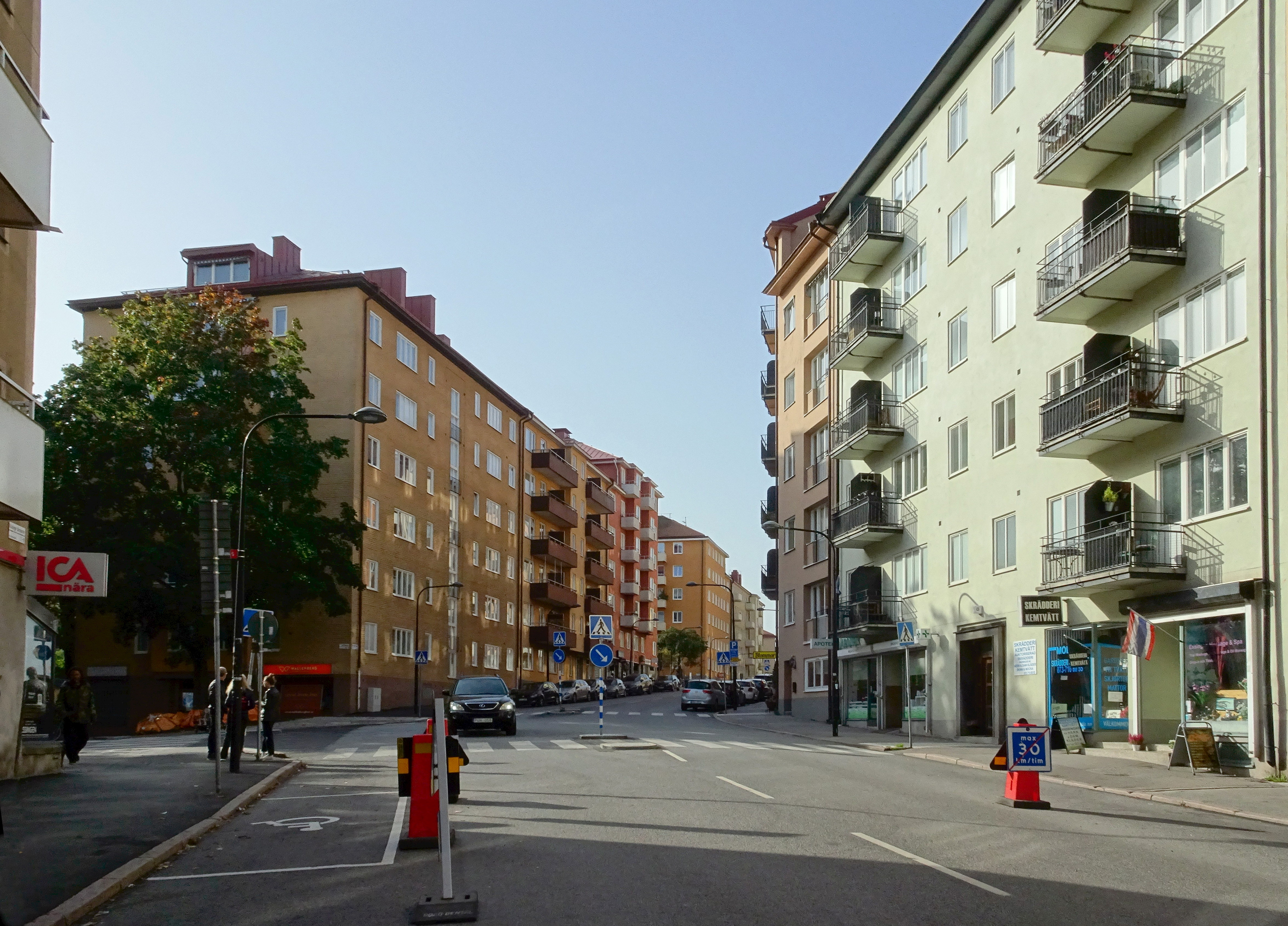
Essinge Brogata västerut i höjd med Disponentgatan.
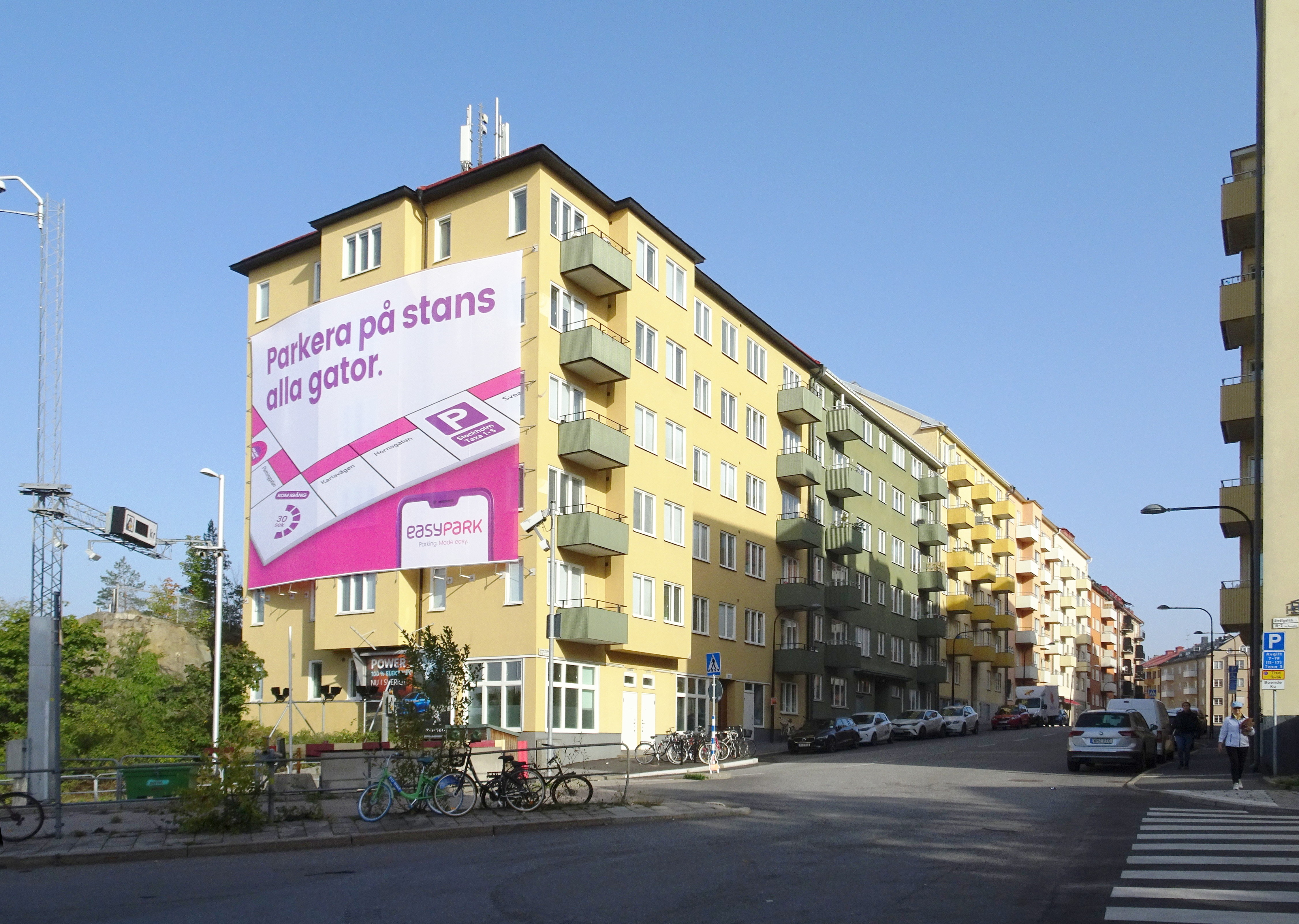
Essinge Brogata österut i höjd med Strålgatan.
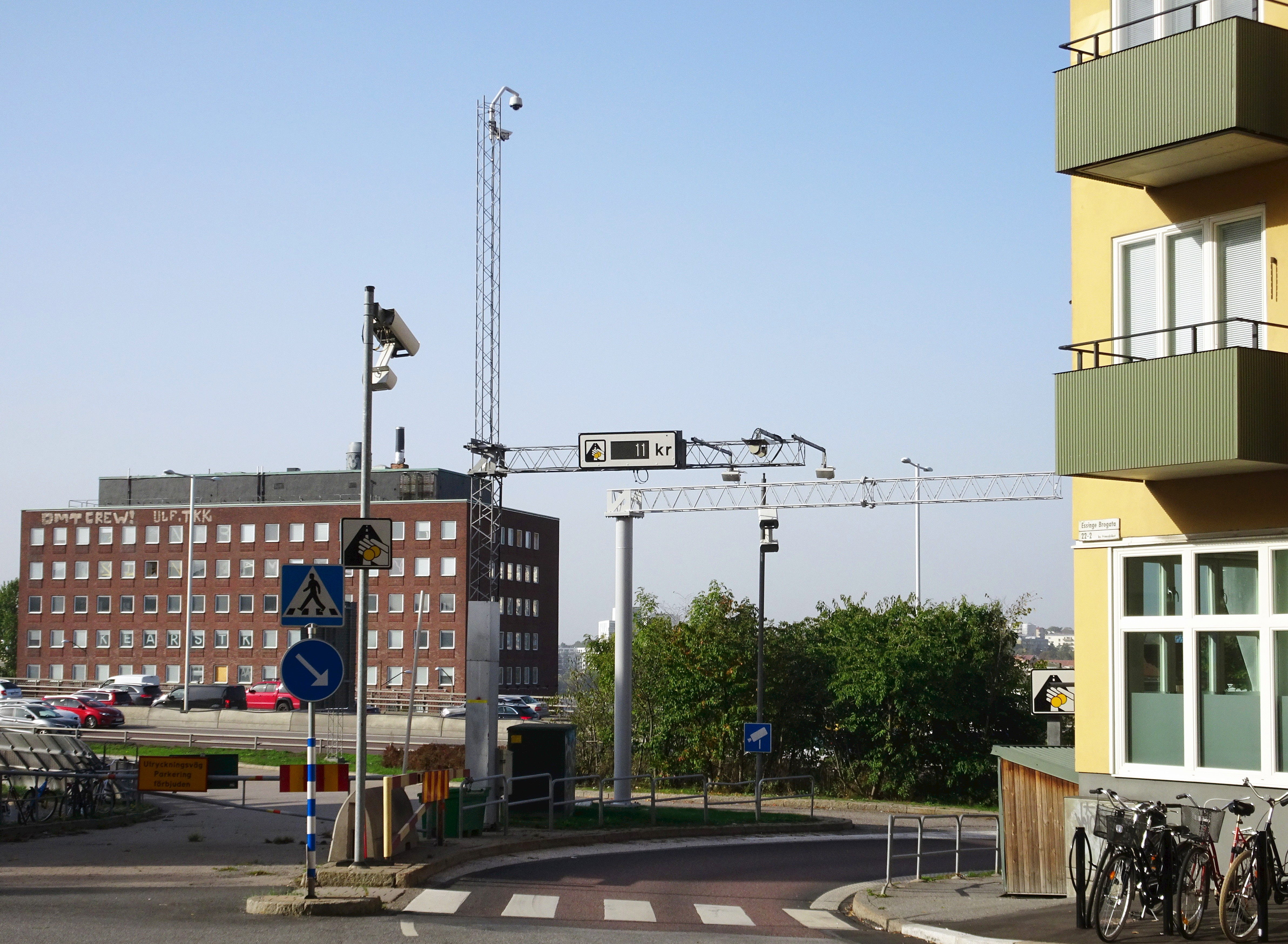
Essinge Brogata vid Lilla Essingepåfarten.